# Monovolum compacte

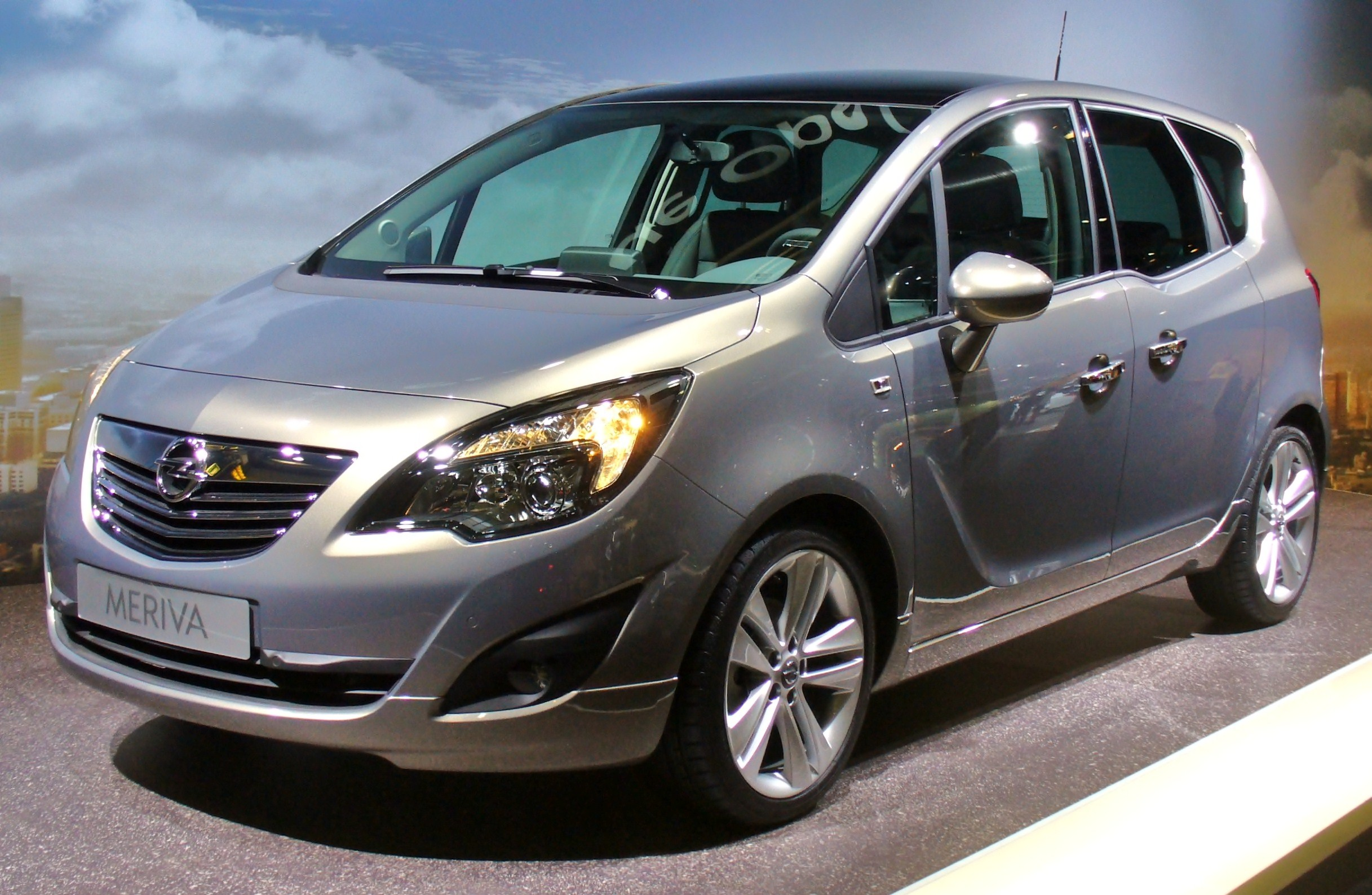
Opel Meriva B Ecoflex.

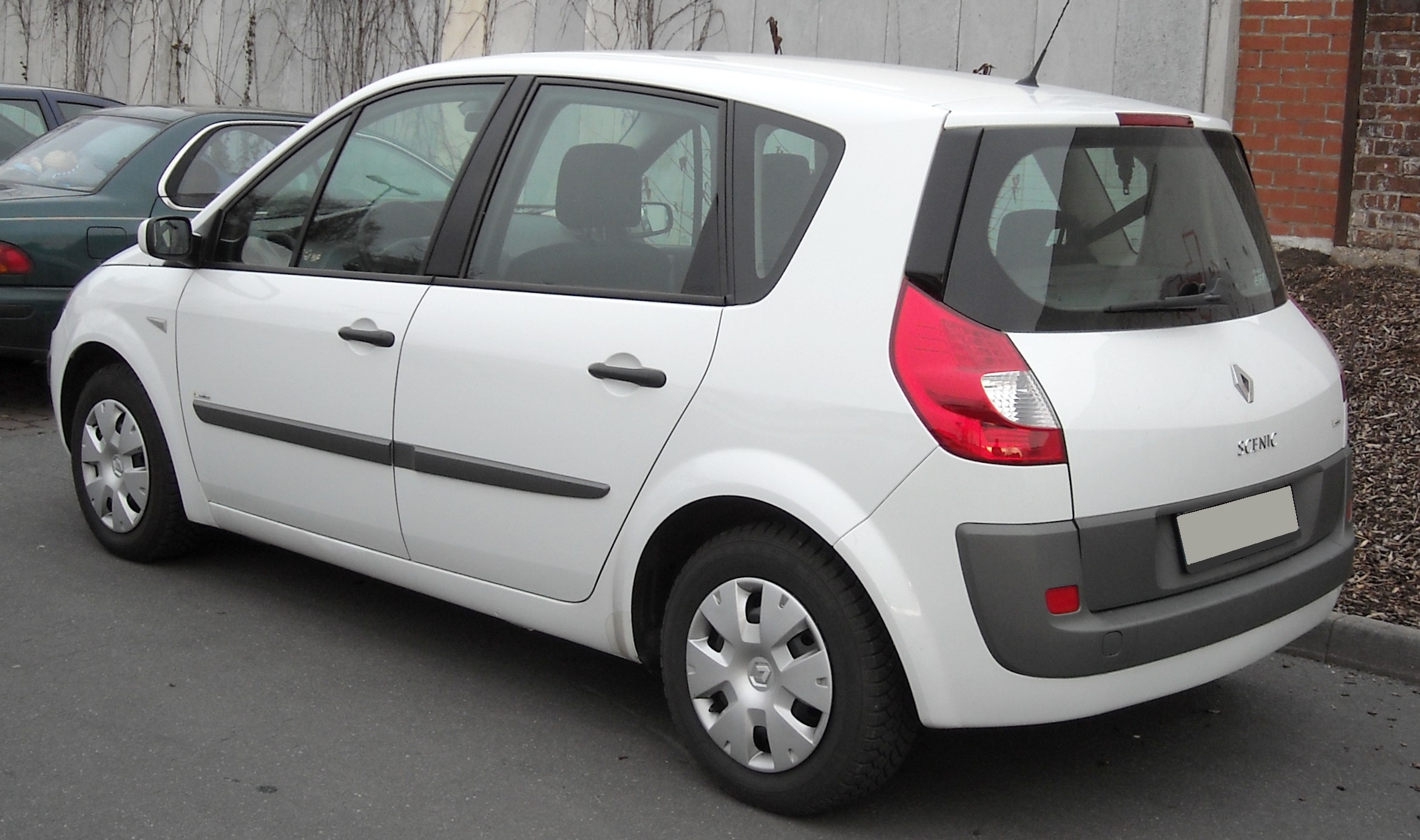
Renault Scenic II

Monovolum compacte o compact MPV (abreviatura de Compact Multi-Purpose Vehicle) és una classe de vehicle per a la mida mitjana dels monovolums. La classe de mida Compact MPV se situa entre les classes mini MPV i (gran MPV). La majoria dels monovolums compactes no tenen portes corredisses en comparació amb el vehicle polivalent de mida gran. Alguns tenen tres seients tant a la fila davantera com a la posterior i, per tant, s'anomenen de sis places.
Els monovolums compactes segueixen sent predominantment un fenomen europeu, encara que també es construeixen i se'n venen a molts mercats llatinoamericans i asiàtics. A partir del 2016, l'únic monovolum compacte venut àmpliament als Estats Units va ser el Ford C-Max. L' Opel/Vauxhall/Chevrolet Zafira de 1999 va ser el primer monovolum compacte amb set seients. Algunes fonts afirmen que el Renault Scénic de 1996 va ser el creador del segment dels monovolums compactes.

## Característiques

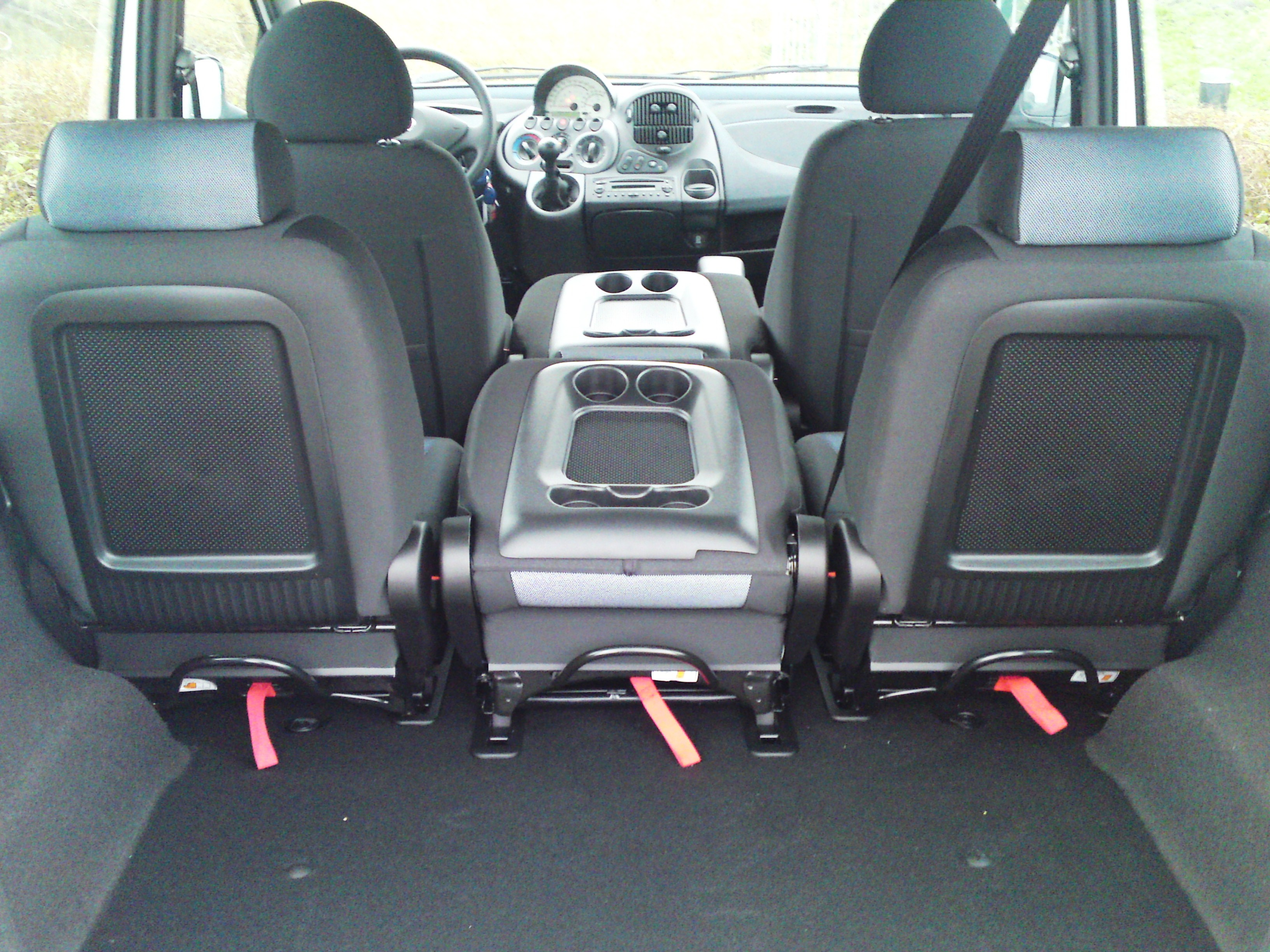
Fiat Multipla amb seients flexibles 3+3

Les principals característiques d'aquesta classe de vehicles són una posició elevada de seient combinada amb una alçada del vehicle de 150 cm a 170 cm i la variabilitat de l'habitacle. En la majoria dels casos, la segona fila de seients consta de tres seients individuals que es poden plegar, inclinar i en certs models, treure completament, i així alliberar un espai de càrrega equivalent al d'una furgoneta.
La flexibilitat dels seients interiors és un tema comú entre els monovolums compactes. Molts models tenen seients que es poden plegar individualment o treure fàcilment, i les posicions dels seients verticals maximitzen l'ús de l'espai interior. La disposició dels seients sol ser de dues files (per a un total de cinc seients) o de tres files (per a un total de set seients), amb la segona fila amb tres seients i l'altra fila amb dos seients.
Quan hi ha una tercera fila de seients, els seients solen ser més petits i només estan destinats a nens o només per a viatges de curta distància. En alguns cotxes, aquests seients només poden portar un pes limitat (menys que el pes d'un adult). La tercera fila de seients sol ser opcional i no està disponible en tots els models de monovolums compactes.

## Història

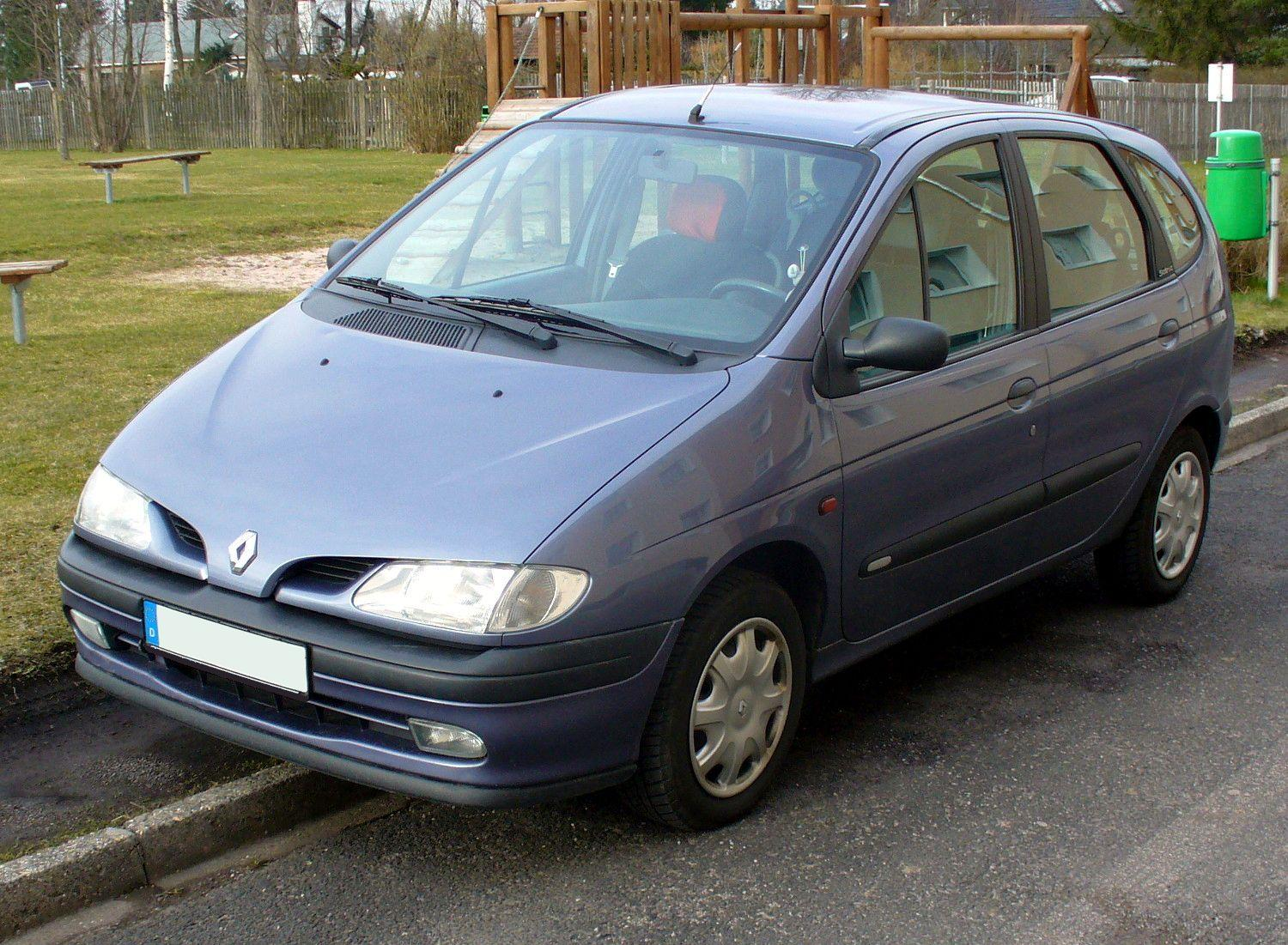
Renault Scénic I (1996-2003)

Els predecessors del segment dels monovolums compactes són l'AMC Concept 80 AM Van de 1977, el Lancia Megagamma de 1978 i els cotxes conceptuals Lada X-1 de 1982.
Els primers models de producció de monovolums compactes inclouen el Nissan Prairie de 1982 i el Mitsubishi RVR de 1991 (comercialitzat com a "Space Runner" a Europa i "Expo LRV" als Estats Units). Altres inclouen el Honda Civic Wagon de 1984-1987 "ben revisat però de venda lenta" i el Tercel Wagon 1982-1988. El Nissan Axxess tenia un espai limitat darrere dels seients de la segona fila, però comptava amb portes corredisses posteriors a ambdós costats fent-lo com un monovolum que s'ha "encongit a l'assecador". El Mazda 5 del 2005 al 2015. Tot i que no es van classificar en aquell moment com a monovolums, però es descriuen de manera variada com a petits transportadors de persones eficients en l'espai, furgonetes altes funcionals o furgonetes petites. Exemples de models -que els consumidors dels EUA semblaven evitar a causa de la "resistència a una utilitat òbvia" - inclouen els vagons hatchback de 3 portes "mini-minivan" amb una porta lateral corredissa només al costat del passatger que es van comercialitzar com a Eagle Summit . Wagon, Mitsubishi Expo i Plymouth Colt Vista.

## Models populars
Els cinc monovolums compactes més venuts a Europa el 2018 van ser el Renault Scénic, Volkswagen Touran, Citroën C4 Picasso, BMW Sèrie 2 Active Tourer/Gran Tourer i Mercedes-Benz Classe B.

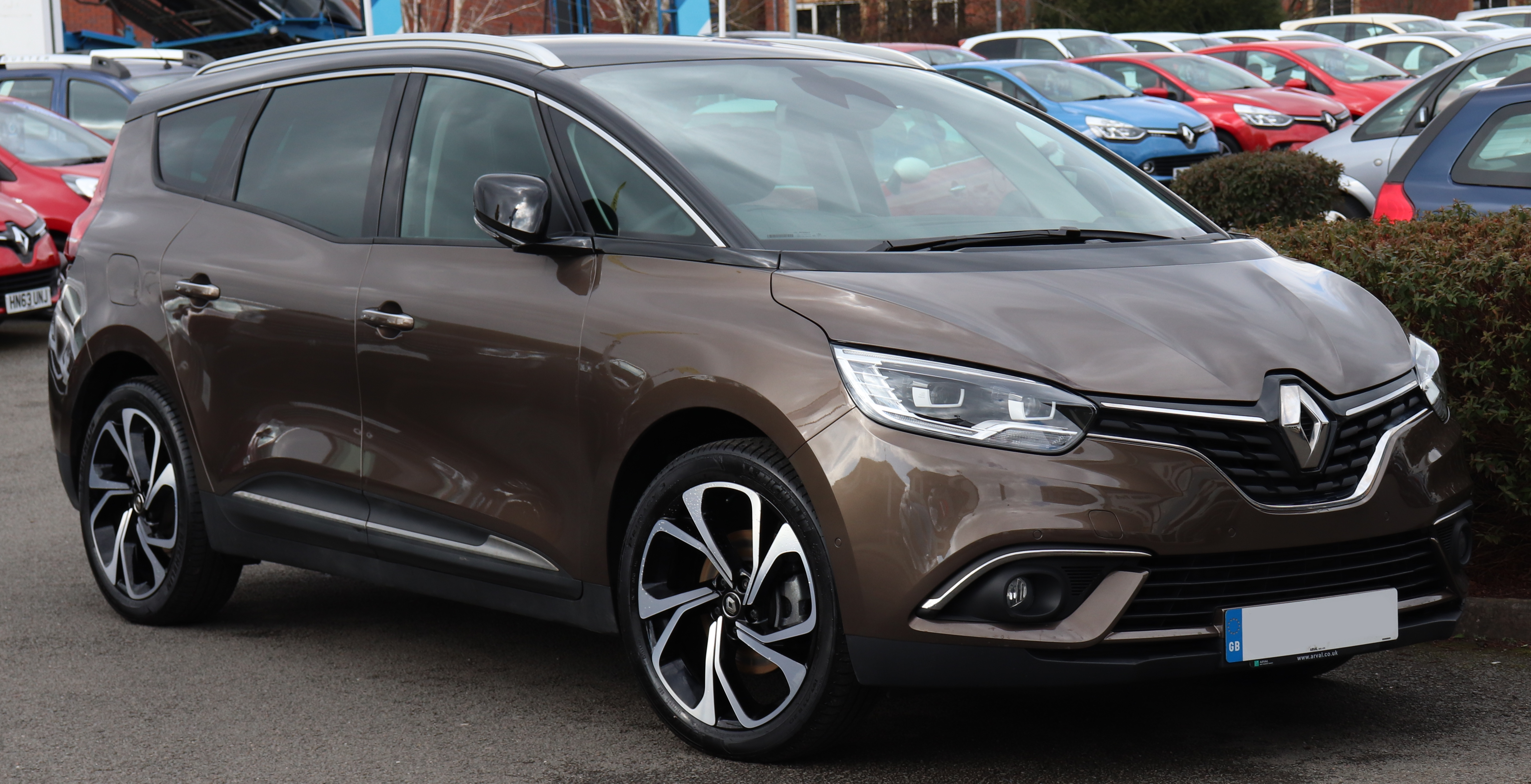
Renault Grand Scénic
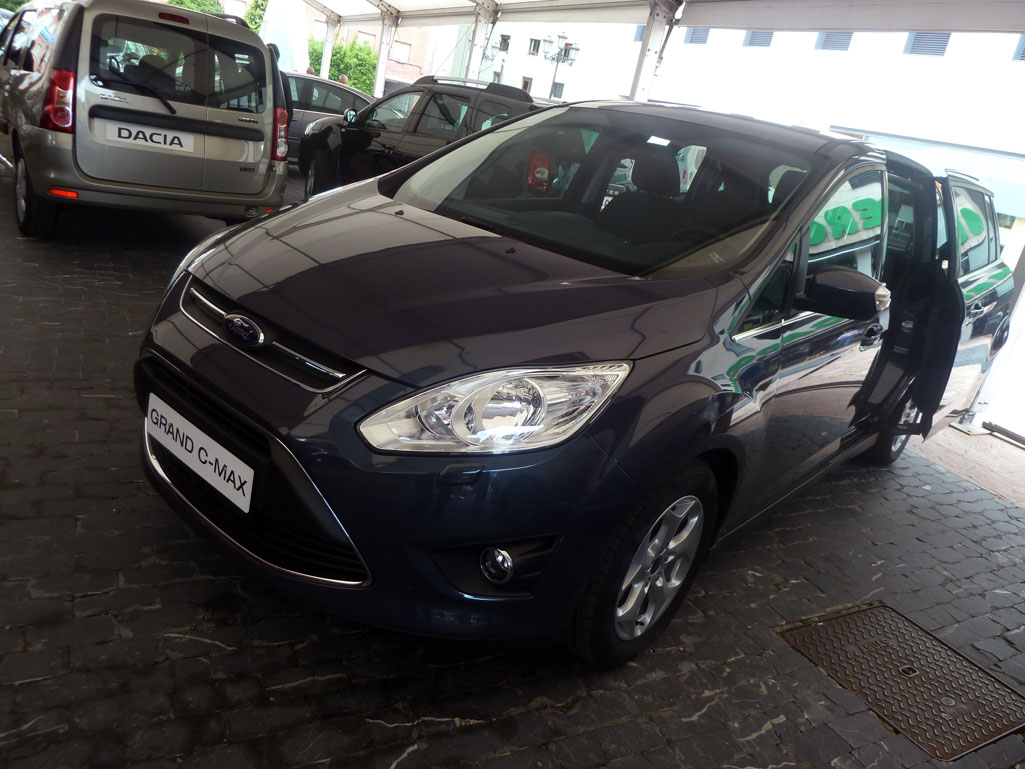
Ford Grand C-Max
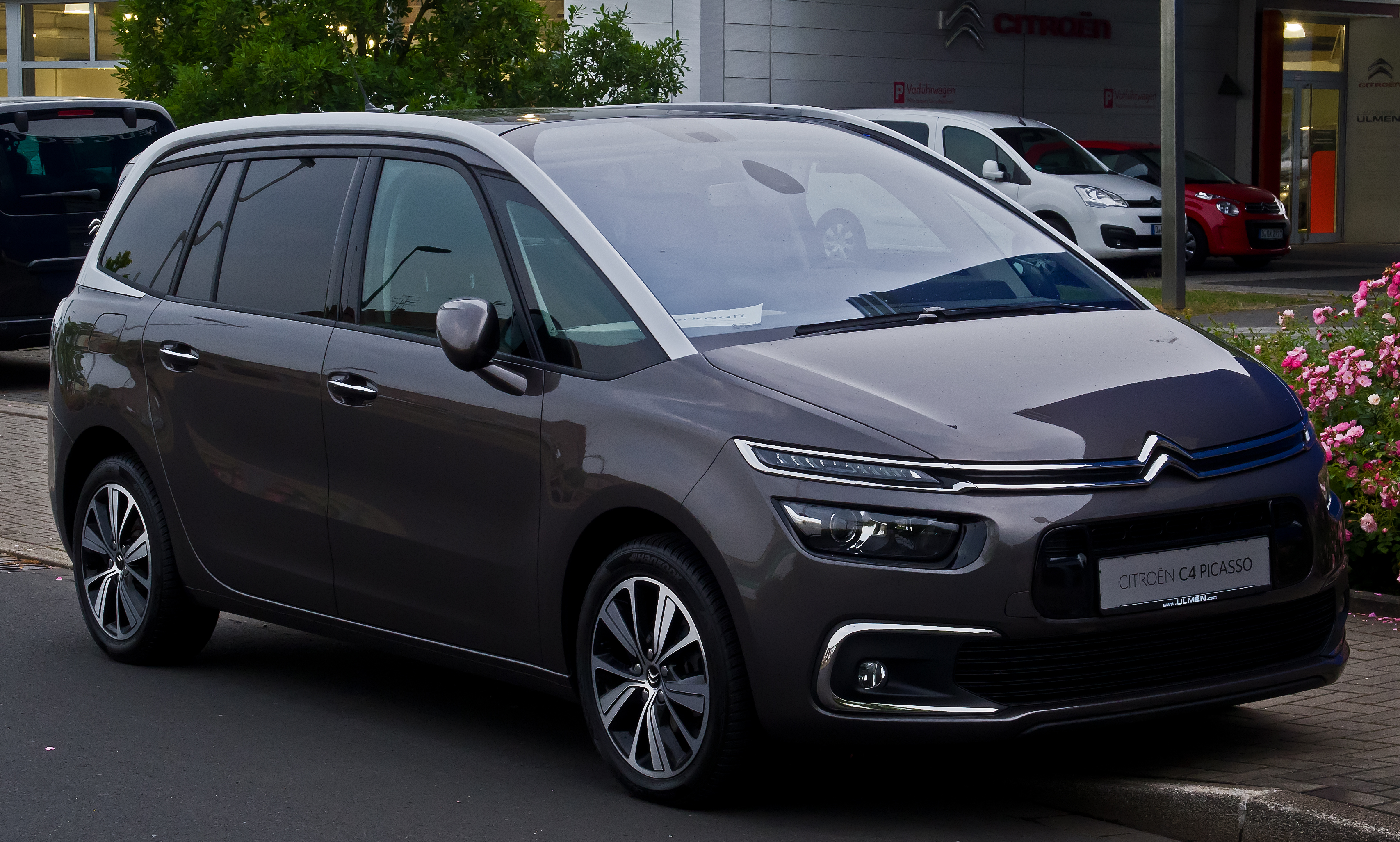
Citroën Grand C4 Picasso
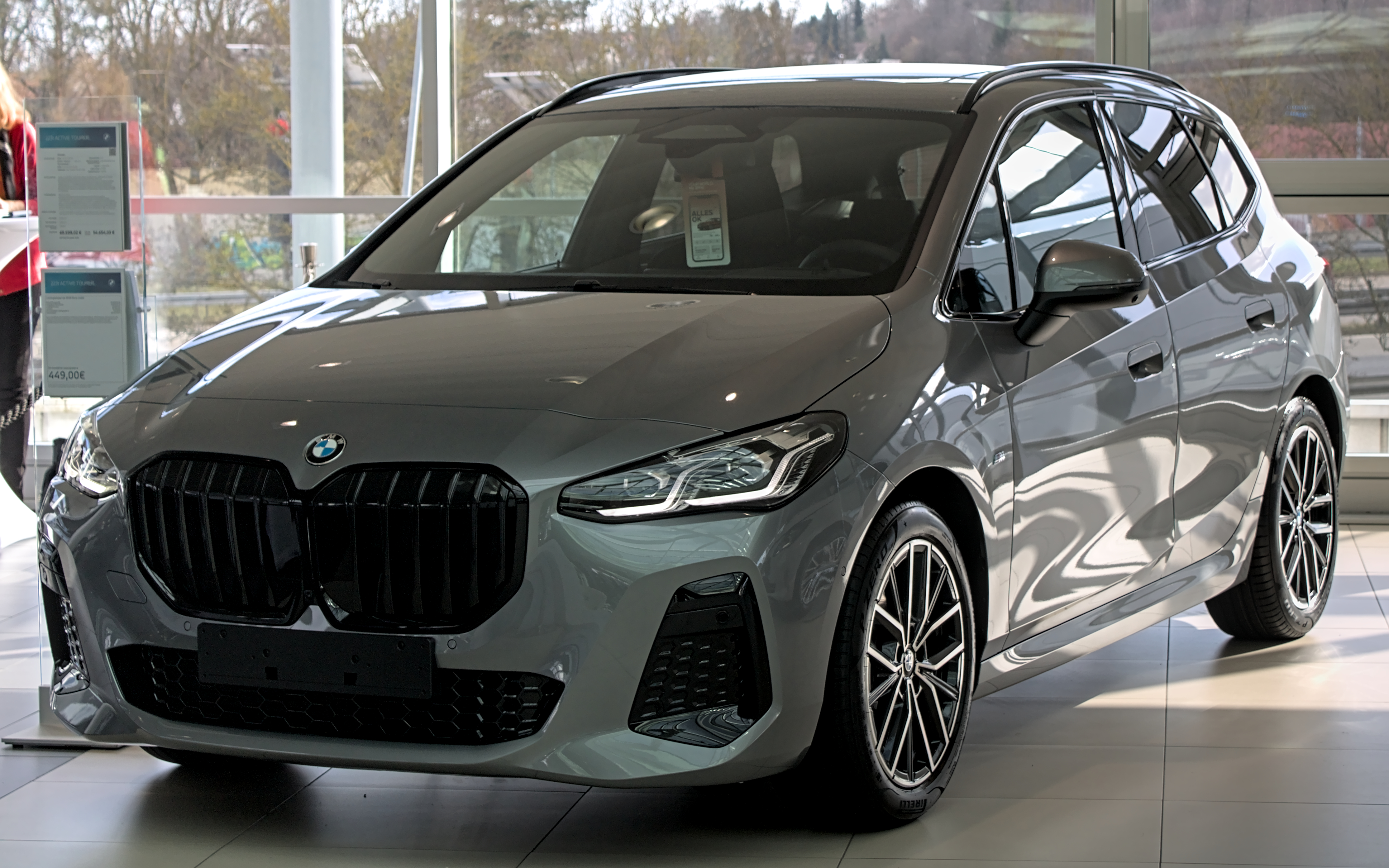
BMW 2er Active Tourer
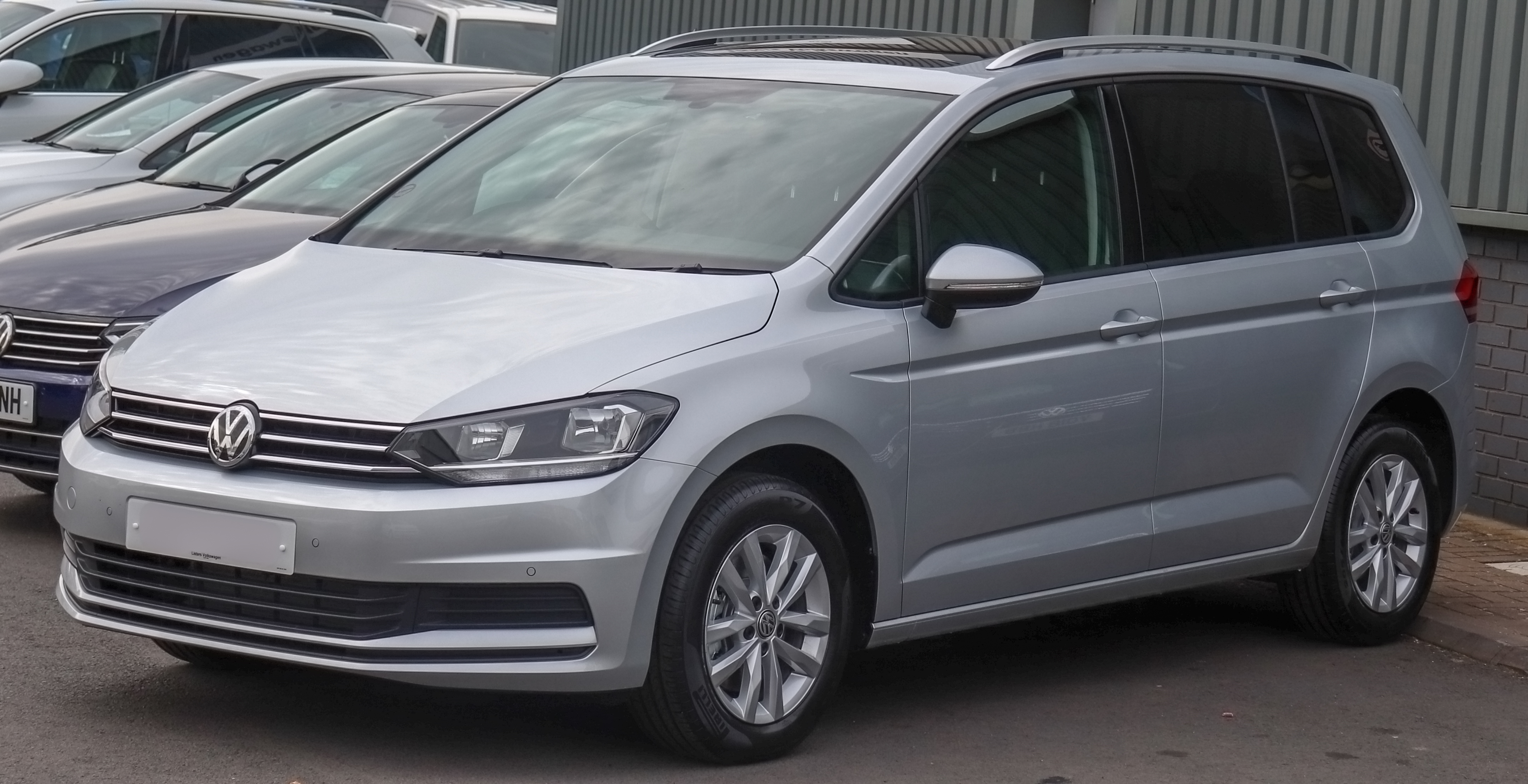
VW Touran
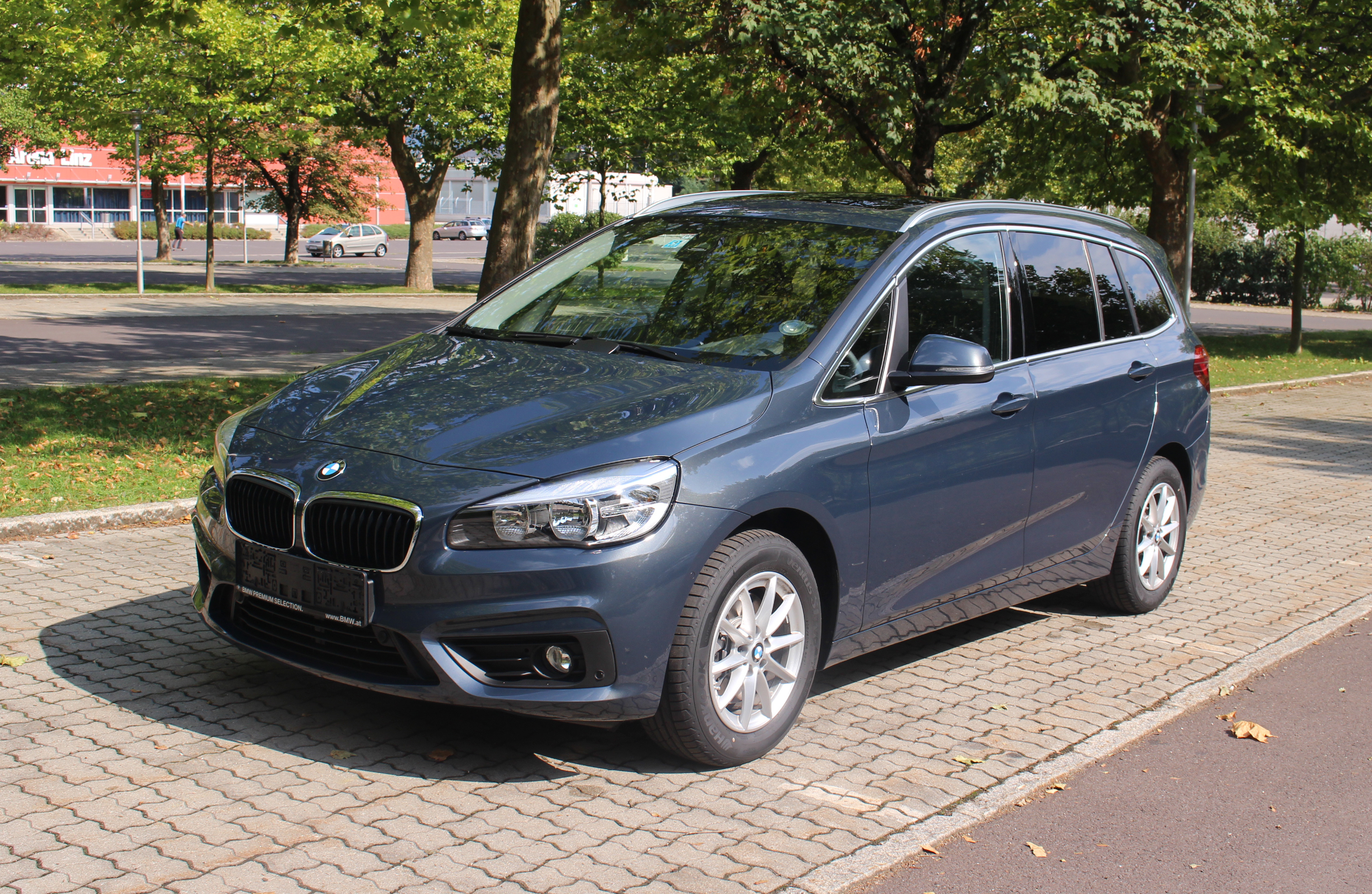
BMW 2er Gran Tourer
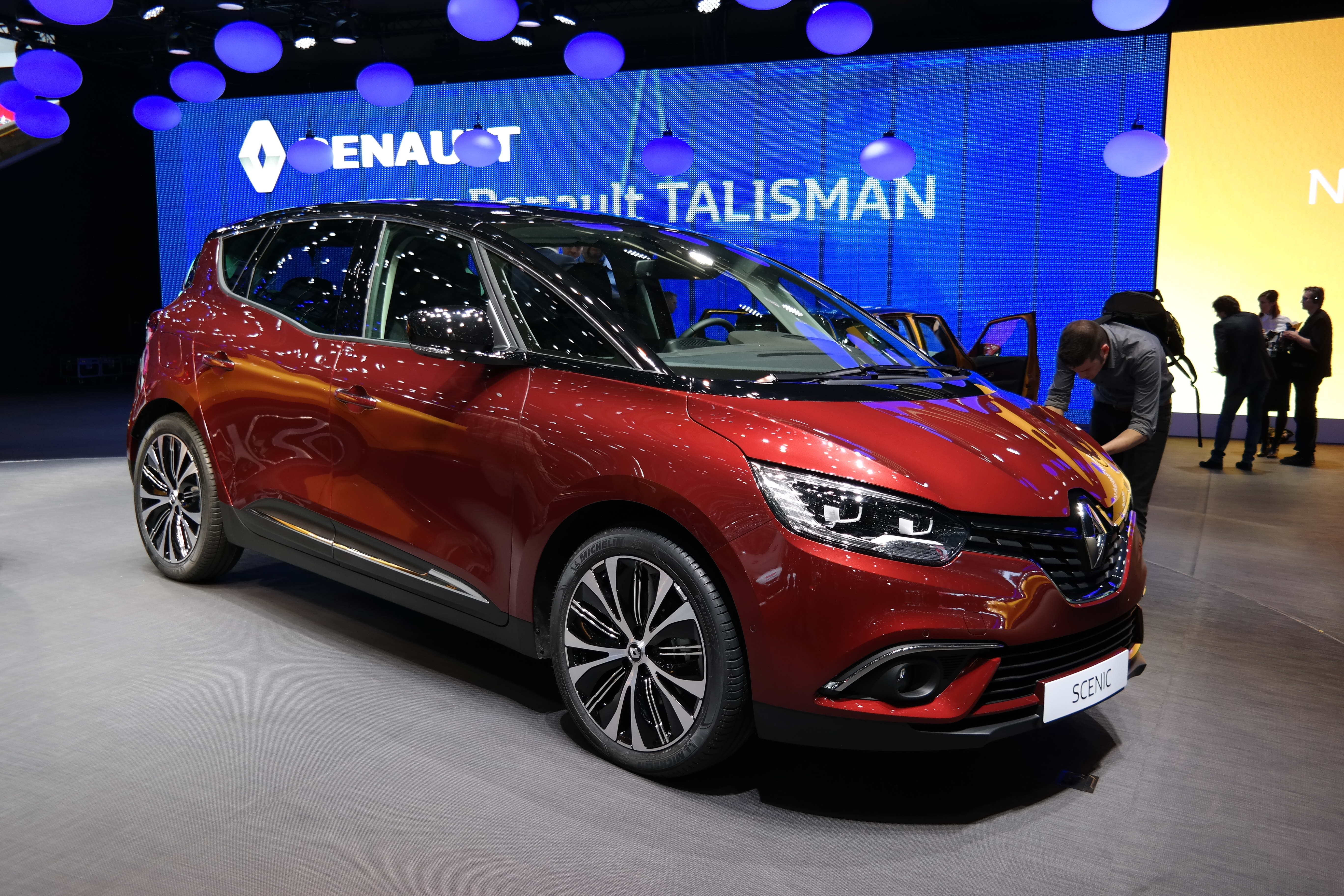
Renault Scénic
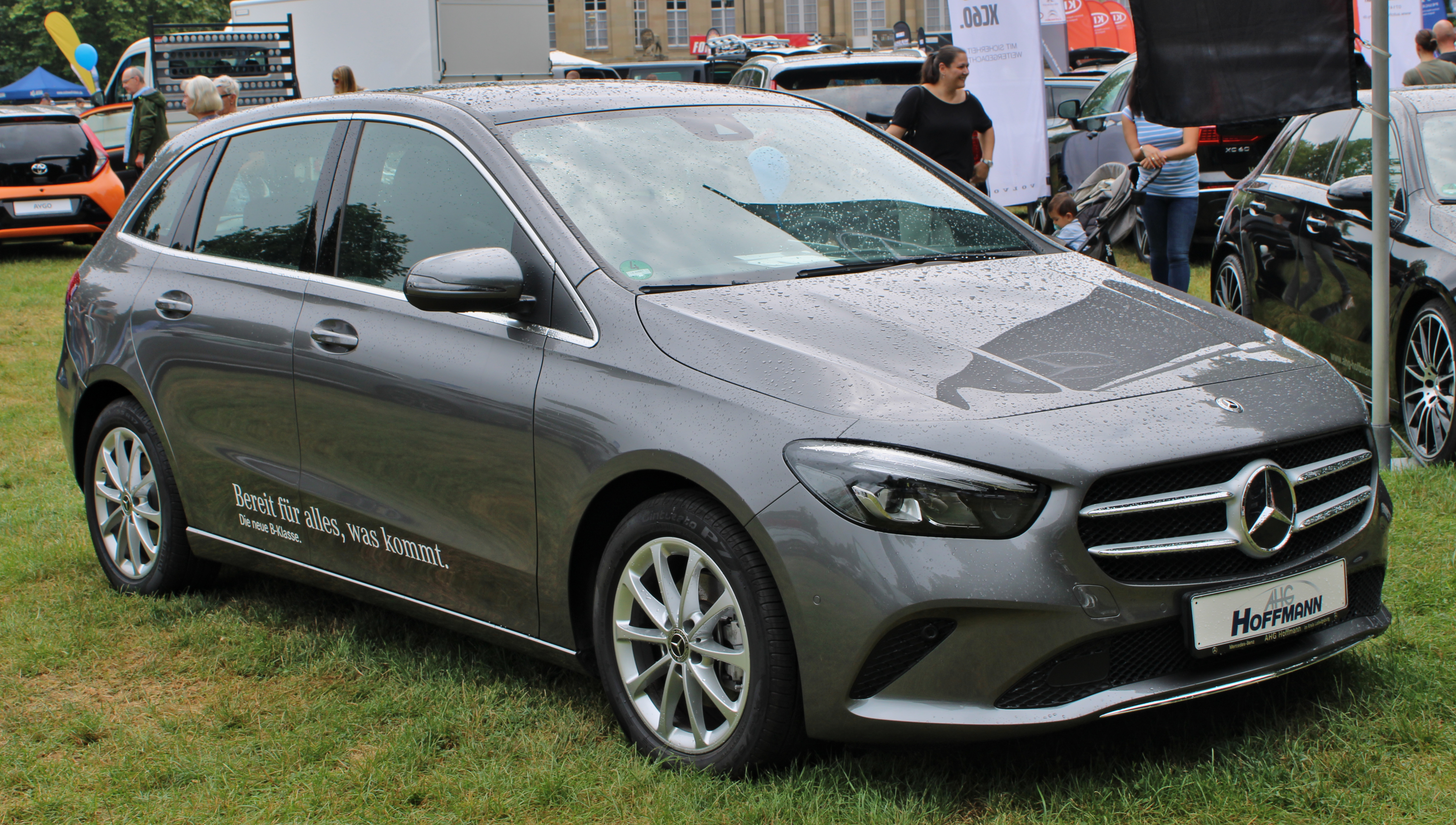
Mercedes-Benz B-Klasse
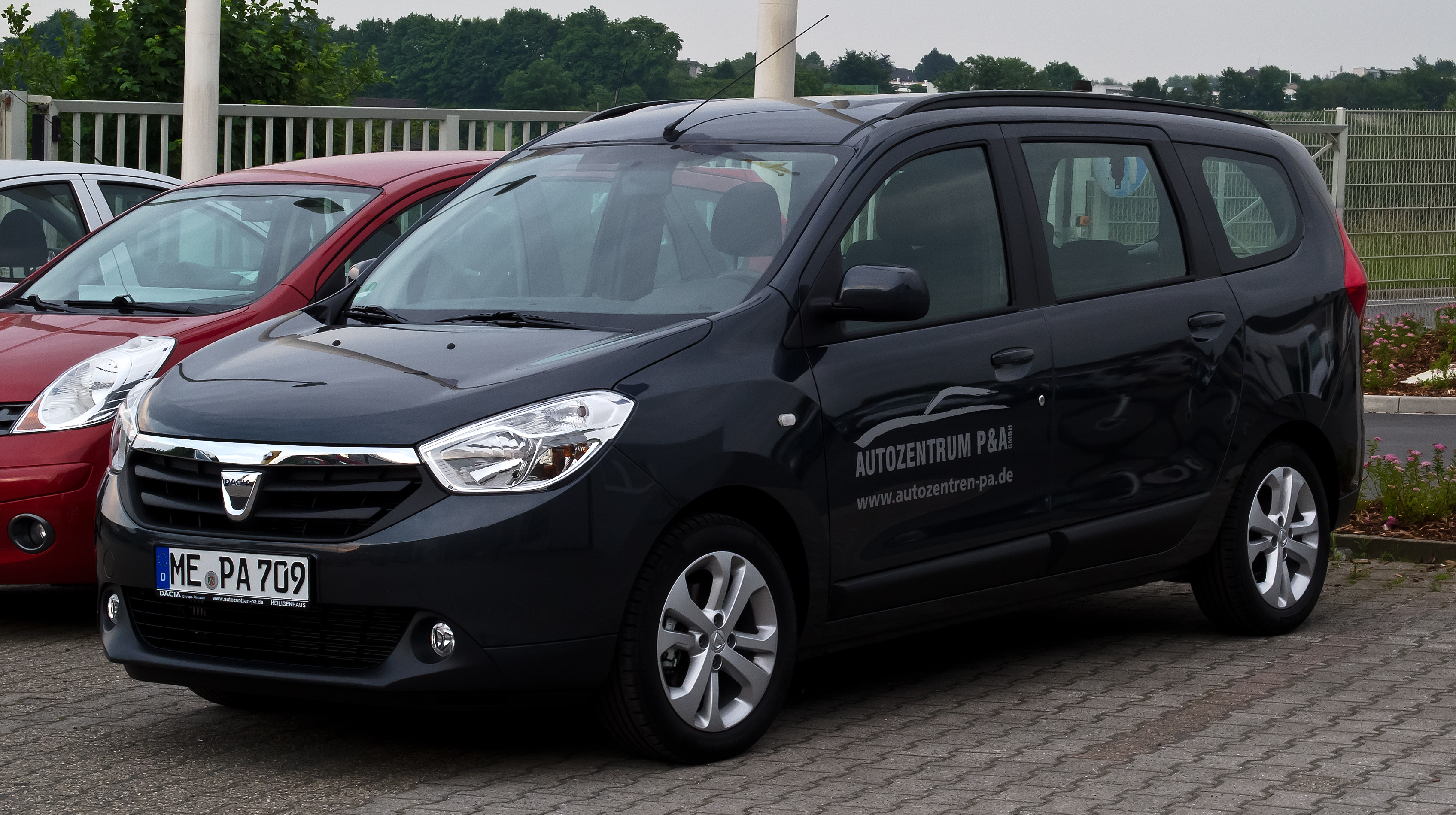
Dacia Lodgy